# George Chuvalo
George Louis Chuvalo, también conocido como Jure Čuvalo (12 de septiembre de 1937) es un ex boxeador canadiense de los pesos pesados. Ostenta el récord de no haber sido noqueado en 93 combates profesionales entre 1956 y 1979. Frecuentemente es considerado como la mejor "barbilla" en la historia del boxeo y como uno de los boxeadores con más tiempo en actividad. Fue campeón Canadiense en los pesos pesados, tanto amateur como profesional y combatió dos veces por el Título Mundial de los Pesados. Tuvo una larga carrera y combatió en una en una época plagada de excelentes boxeadores en su categoría. 
Peleó con grandes boxeadores de la talla de Muhammad Ali, George Foreman, Joe Frazier, Floyd Patterson, Oscar Bonavena, Buster Mathis, Jimmy Ellis, Jerry Quarry, Cleveland Williams, Ernie Terrell, entre otros muchos.

## Biografía

### Inicios de su carrera
Goerge Chuvalo nació de los inmigrantes croatas Stipan y Katica de Herzegovina (Ljubuški, Bosnia and Herzegovina). Chuvalo fue campeón amateur canadiense en el peso completo en mayo de 1955, derrotando a Peter Piper con un nocaut en el primer round, en el torneo final en Regina, Saskatchewan. Chuvalo finalizó su carrera amateur con un récord de 16-0, todos por nocaut antes del 4° round. Apodado Boom Boom, Chuvalo ingresó al profesionalismo en 1956, noqueando a cuatro oponentes en una noche y ganar el torneo de peso completo, desde el otrora campeón Jack Dempsey en Maple Leaf Gardens, en Toronto el 26 de abril de 1956. George Chuvalo fue rankeado entre los pesos completos: N° 9 en 1963, N° 5 en 1964, N° 3 en 1965, N° 8 en 1966, N° 4 en 1968 y N° 7 en 1970.

### Contra Muhammad Alí
Chuvalo es mejor conocido por sus dos peleas contra Muhammad Alí. Terminó ambas peleas a los 15 rounds y perdiendo cada una de ellas por decisión unánime por un amplio margen en las tarjetas de los jueces. La primera pelea fue el 30 de marzo de 1966 en el Maple Leaf Gardens en Toronto, ante Alí por el campeonato mundial de peso completo. Alí comentó al finalizar la pelea: "Es el tipo mas duro con el cual he peleado".

### Otros notables concursos
George Chuvalo también perdió ante famosos peleadores, después de las dos derrotas ante Alí. En 1957, perdió ante Bob Baker, quién tenía un ranking muy alto, como el contendiente N° 2 en 1955. Fue esta su pelea número trece y segunda derrota profesional. También fue derrotado por Zora Folley, quién tenía la posición más elevada entre los retadores. Tuvo victorias ante Doug Jaoes,quién fue derrotado por Muhammad Alí de manera ajustada en 1963. También fue superado por el ex campeón de la Commonwealth Joe Bygraves.

### Tributos y otras presentaciones
El 14 de agosto del 2008, fue la presentación de un renovado proyecto titulado la Cocina de Chuvalo por un canal de la TV canadiense, correspondiente a la serie Holmes on Homes en el episodio titulado "Nocaut en la cocina".
En abril del 2010, fue invitado especial en BC Golden Gloves (torneo de los guantes de oro) realizado en the Eagle Ridge Community Centre en Langford, British Columbia.
El 17 de diciembre de 2011, viajó a Sarajevo para develar una estatua en su honor en Ljubuski el 18 de diciembre de 2011.
El 11 de mayo de 2019, the George Chuvalo Community Centre in Toronto, Ontario fue inaugurado con una variedad de programas de recreación para niños y para la comunidad LGBTQ.

## Registros profesionales
| 73 ganadas (64 knockouts, 9 decisiones), 18 pérdidas (2 knockouts, 16 decisiones), 2 empates |         |                    |      |         |            |                                                    | |
| Resultado                                                                                    | Record  | Oponente           | Tipo | Round   | Fecha      | Locación                                           | Notas |
| Victoria                                                                                     | 73-18-2 | George Jerome      | TKO  | 3 (12)  | 11/12/1978 | St. Lawrence Market, Toronto, Ontario              | Retuvo el título pesado de Canadá. This was Chuvalo's last bout, ending a 20 year career as a pro. |
| Victoria                                                                                     | 72-18-2 | Earl McLeay        | TKO  | 1 (12)  | 08/12/1977 | Toronto, Ontario                                   | Retained Canada Heavyweight title. McLeay knocked out by a straight right hand. |
| Victoria                                                                                     | 71-18-2 | Bob Felstein       | KO   | 9 (12)  | 07/03/1977 | North York Centennial Centre, Toronto, Ontario     | Won vacant Canada Heavyweight title. |
| Victoria                                                                                     | 70-18-2 | Mike Boswell       | KO   | 7 (10)  | 30/10/1973 | Twin Rinks, Cheektowaga, Nueva York                | |
| Victoria                                                                                     | 69-18-2 | Tony Ventura       | TKO  | 3 (10)  | 25/09/1973 | Twin Rinks, Cheektowaga, Nueva York                | |
| Victoria                                                                                     | 68-18-2 | Charlie Boston     | KO   | 2 (?)   | 05/09/1972 | Port-au-Prince, Haití                              | |
| Victoria                                                                                     | 67-18-2 | Tommy Burns        | KO   | 1 (?)   | 10/08/1972 | Nelson, British Columbia                           | Retained Canada Heavyweight title. |
| Derrota                                                                                      | 66-18-2 | Muhammad Ali       | UD   | 12      | 01/05/1972 | Pacific Coliseum, Vancouver, British Columbia      | For NABF Heavyweight title. |
| Victoria                                                                                     | 66-17-2 | Jim Christopher    | KO   | 2 (10)  | 21/02/1972 | Winnipeg Arena, Winnipeg, Manitoba                 | |
| Victoria                                                                                     | 65-17-2 | Charley Chase      | TKO  | 6 (12)  | 28/01/1972 | Pacific Coliseum, Vancouver, British Columbia      | Retained Canada Heavyweight title. Fight was stopped after Chase suffered a broken right hand. |
| Victoria                                                                                     | 64-17-2 | Cleveland Williams | UD   | 10      | 17/11/1971 | Astrodome, Houston, Texas                          | |
| Derrota                                                                                      | 63-17-2 | Jimmy Ellis        | UD   | 10      | 10/05/1971 | Maple Leaf Gardens, Toronto, Ontario               | |
| Victoria                                                                                     | 63-16-2 | Charles Couture    | KO   | 2 (10)  | 11/12/1970 | Austintown Fitch High School Gym, Youngstown, Ohio | |
| Victoria                                                                                     | 62-16-2 | Tony Ventura       | TKO  | 4 (10)  | 05/11/1970 | Forum, Montreal, Quebec                            | |
| Victoria                                                                                     | 61-16-2 | Tommy Burns        | KO   | 1 (10)  | 24/10/1970 | Hamilton, Ontario                                  | |
| Victoria                                                                                     | 60-16-2 | Mike Bruce         | KO   | 2 (10)  | 15/08/1970 | Kosevo Stadium, Sarajevo, Bosnia y Herzegovina     | |
| Derrota                                                                                      | 59-16-2 | George Foreman     | TKO  | 3 (10)  | 04/08/1970 | Madison Square Garden, Nueva York, nueva York      | Corner stoppage. Chuvalo was rocked by a left hook and was taking punches in the corner without responding. |
| Victoria                                                                                     | 59-15-2 | Charlie Reno       | KO   | 3 (10)  | 30/06/1970 | Seattle, Washington, D.C.                          | A Reno lo noqueó cuatro veces en el 3er. round |
| Victoria                                                                                     | 58-15-2 | Gino Ricci         | TKO  | 1 (10)  | 10/05/1970 | Kimberley, Columbia Británica                      | |
| Victoria                                                                                     | 57-15-2 | Willie Tiger       | KO   | 10 (10) | 01/05/1970 | Fairgrounds, Detroit, Michigan                     | |
| Victoria                                                                                     | 56-15-2 | Jerry Quarry       | KO   | 7 (10)  | 12/12/1969 | Madison Square Garden, Nueva York, Nueva York      | En la vuelta 7 Quarry fue noqueado por un revés zurdo en la cabeza. Se levantó a la cuenta de 3, mas decidió to take a knee, he got up at the count of 10 instead of 9 and referee Zach Clayton declared the fight over at 2:59. |
| Victoria                                                                                     | 55-15-2 | Leslie Borden      | TKO  | 3 (?)   | 16/11/1969 | Kimberley, British Columbia                        | |
| Victoria                                                                                     | 54-15-2 | Stamford Harris    | TKO  | 3 (?)   | 08/09/1969 | Exhibition Pavilion, Lethbridge, Alberta           | |
| Derrota                                                                                      | 53-15-2 | Buster Mathis      | UD   | 12      | 03/02/1969 | Madison Square Garden, Nueva York, NY, EE.UU.      | |
| Victoria                                                                                     | 53-14-2 | Dante Cane         | TKO  | 7 (10)  | 12/11/1968 | Maple Leaf Gardens, Toronto, Ontario, Canadá       | |
| Victoria                                                                                     | 52-14-2 | Manuel Ramos       | TKO  | 5 (10)  | 26/09/1968 | Madison Square Garden, Nueva York, NY, EE.UU.      | Ramos down in the 5th round. |
| Victoria                                                                                     | 51-14-2 | Vic Brown          | TKO  | 3 (10)  | 17/09/1968 | Maple Leaf Gardens, Toronto, Ontario, Canadá       | Brown signalled to the referee that he had enough, after he was knocked down twice in the 3rd round. |
| Victoria                                                                                     | 50-14-2 | Levi Forte         | TKO  | 2 (10)  | 03/09/1968 | Auditorium, Miami Beach, Florida                   | |
| Victoria                                                                                     | 49-14-2 | Johnny Featherman  | KO   | 1 (12)  | 30/06/1968 | Penticton, British Columbia                        | |
| Victoria                                                                                     | 48-14-2 | Jean-Claude Roy    | UD   | 12      | 05/06/1968 | Exhibition Stadium, Regina, Saskatchewan           | Won Canada Heavyweight title. Joe Louis was the referee. There were no knockdowns and neither fighter was in serious trouble. |
| Derrota                                                                                      | 47-14-2 | Joe Frazier        | TKO  | 4 (10)  | 19/07/1967 | Madison Square Garden, Nueva York, EE.UU.          | |
| Victoria                                                                                     | 47-13-2 | Archie Ray         | TKO  | 2 (10)  | 22/06/1967 | Adams Field House, Missoula, Montana               | |
| Victoria                                                                                     | 46-13-2 | Willi Besmanoff    | TKO  | 3 (10)  | 27/05/1967 | Cocoa, Florida                                     | |
| Victoria                                                                                     | 45-13-2 | Willi Besmanoff    | TKO  | 3 (10)  | 04/04/1967 | Auditorium, Miami Beach, Florida                   | |
| Victoria                                                                                     | 44-13-2 | Buddy Moore        | KO   | 2 (10)  | 20/03/1967 | Four Seasons Arena, Walpole, Massachusetts         | |
| Victoria                                                                                     | 43-13-2 | Dick Wipperman     | TKO  | 3 (10)  | 22/02/1967 | Armory, Akron, Ohio                                | Wipperman was knocked down three times in the 3rd round. |
| Victoria                                                                                     | 42-13-2 | Vic Brown          | KO   | 4 (10)  | 16/01/1967 | Four Seasons Arena, Walpole, Massachusetts         | |
| Victoria                                                                                     | 41-13-2 | Willie McCormick   | KO   | 3 (10)  | 16/12/1966 | Labrador City, Newfoundland and Labrador           | |
| Victoria                                                                                     | 40-13-2 | Dave Russell       | TKO  | 2 (10)  | 28/11/1966 | Saint John, Nuevo Brunswick                        | |
| Victoria                                                                                     | 39-13-2 | Boston Jacobs      | TKO  | 3 (10)  | 21/11/1966 | Cobo Arena, Detroit, Michigan                      | |
| Victoria                                                                                     | 38-13-2 | Dick Wipperman     | TKO  | 5 (10)  | 12/10/1966 | Paul Sauve Arena, Montreal, Quebec                 | |
| Victoria                                                                                     | 37-13-2 | Bob Avery          | TKO  | 2 (15)  | 15/09/1966 | Edmonton, Alberta                                  | Chuvalo walloped Avery to the canvas five times before the referee stopped the bout. |
| Victoria                                                                                     | 36-13-2 | Mel Turnbow        | KO   | 7 (10)  | 16/08/1966 | Paul Sauve Arena, Montreal, Quebec                 | |
| Derrota                                                                                      | 35-13-2 | Oscar Bonavena     | MD   | 12      | 23/06/1966 | Madison Square Garden, Nueva York, EE.UU.          | |
| Victoria                                                                                     | 35-12-2 | Levi Forte         | TKO  | 2 (10)  | 15/05/1966 | Miner's Forum, Glace Bay, Nueva Escocia            | Forte's corner threw in the towel. |
| Derrota                                                                                      | 34-12-2 | Muhammad Ali       | UD   | 15      | 29/03/1966 | Maple Leaf Gardens, Toronto, Ontario               | Wor World Heavyweight title. |
| Derrota                                                                                      | 34-11-2 | Eduardo Corletti   | PTS  | 10      | 25/01/1966 | Olympia, Kensington, Londres                       | |
| Victoria                                                                                     | 34-10-2 | Joe Bygraves       | PTS  | 10      | 07/12/1965 | Royal Albert Hall, Kensington, Londres             | Bygraves down in the 10th round. |
| Derrota                                                                                      | 33-10-2 | Ernie Terrell      | UD   | 15      | 01/11/1965 | Maple Leaf Gardens, Toronto, Ontario               | For WBA World Heavyweight title. |
| Victoria                                                                                     | 33-9-2  | Orvin Veazey       | KO   | 2 (10)  | 17/08/1965 | Exhibition Stadium, Regina, Saskatchewan           | |
| Victoria                                                                                     | 32-9-2  | Dave Bailey        | KO   | 3 (10)  | 30/06/1965 | Exhibition Stadium, Regina, Saskatchewan           | |
| Victoria                                                                                     | 31-9-2  | Ed Sonny Andrews   | TKO  | 1 (10)  | 07/06/1965 | Saint John, Nuevo Brunswick                        | |
| Victoria                                                                                     | 30-9-2  | Bill Nielsen       | TKO  | 8 (10)  | 19/04/1965 | Maple Leaf Gardens, Toronto, Ontario               | |
| Derrota                                                                                      | 29-9-2  | Floyd Patterson    | UD   | 12      | 01/02/1965 | Madison Square Garden, Nueva York, EE.UU.          | 1965 Fight of the Year by The Ring Magazine. |
| Victoria                                                                                     | 29-8-2  | Calvin Butler      | KO   | 3 (10)  | 10/11/1964 | Hull, Quebec                                       | |
| Victoria                                                                                     | 28-8-2  | Doug Jones         | TKO  | 11 (12) | 02/10/1964 | Madison Square Garden, Nueva York, EE.UU.          | Jones was down once in the 11th, before referee Arthur Mercante stopped it. Chuvalo led on two of the three scorecards at the time of the stoppage.                                                                              |
| Victoria                                                                                     | 27-8-2  | Don Prout          | TKO  | 3 (10)  | 27/07/1964 | Sargent Field, New Bedford, Massachusetts          | |
| Victoria                                                                                     | 26-8-2  | Hugh Mercier       | KO   | 1 (12)  | 18/03/1964 | Regina, Saskatchewan                               | Won vacant Canada Heavyweight title. |
| Derrota                                                                                      | 25-8-2  | Zora Folley        | UD   | 10      | 17/01/1964 | Arena, Cleveland, Ohio                             | |
| Empate                                                                                       | 25-7-2  | Tony Alongi        | PTS  | 10      | 08/11/1963 | Miami Beach, Florida                               | First decision had been win for Alongi, but recheck showed error in referee's card and commission changed decision. |
| Victoria                                                                                     | 25-7-1  | Mike DeJohn        | MD   | 10      | 27/09/1963 | Convention Center, Louisville, Kentucky            | DeJohn was down in the 2nd & 6th rounds. |
| Victoria                                                                                     | 24-7-1  | Lloyd Washington   | KO   | 2 (10)  | 18/05/1963 | Central High Field House, Battle Creek, Michigan   | |
| Victoria                                                                                     | 23-7-1  | Chico Gardner      | KO   | 4 (?)   | 29/04/1963 | London, Ontario                                    | |
| Victoria                                                                                     | 22-7-1  | James Wakefield    | TKO  | 6 (10)  | 22/04/1963 | Arena, Windsor, Ontario                            | |
| Victoria                                                                                     | 21-7-1  | Rico Brooks        | TKO  | 2 (?)   | 15/03/1963 | Arena, Detroit, Michigan                           | |
| Derrota                                                                                      | 20-7-1  | Joe Erskine        | DQ   | 5 (10)  | 02/10/1961 | Toronto, Ontario                                   | Chuvalo descalificado por cabezazo |
| Derrota                                                                                      | 20-6-1  | Bob Cleroux        | SD   | 12      | 08/08/1961 | Delormier Stadium, Montreal, Quebec                | Lost Canada Heavyweight title. |
| Victoria                                                                                     | 20-5-1  | Willi Besmanoff    | TKO  | 4 (10)  | 27/06/1961 | Maple Leaf Gardens, Toronto, Ontario               | |
| Victoria                                                                                     | 19-5-1  | Alex Miteff        | SD   | 10      | 27/03/1961 | Maple Leaf Gardens, Toronto, Ontario               | |
| Victoria                                                                                     | 18-5-1  | Bob Cleroux        | UD   | 12      | 23/11/1960 | Forum, Quebec                                      | Won Canada Heavyweight title. |
| Derrota                                                                                      | 17-5-1  | Bob Cleroux        | SD   | 12      | 17/08/1960 | Delormier Stadium, Montreal, Quebec                | Lost Canada Heavyweight title. |
| Derrota                                                                                      | 17-4-1  | Pete Rademacher    | UD   | 10      | 19/07/1960 | Maple Leaf Gardens, Toronto, Ontario               | |
| Victoria                                                                                     | 17-3-1  | Yvon Durelle       | KO   | 12 (12) | 17/11/1959 | Maple Leaf Gardens, Toronto, Ontario               | Retained Canada Heavyweight title. Durelle was down once in the 1st and 9th, twice in the 10th, and again for the count in the 12th.                                                                                             |
| Victoria                                                                                     | 16-3-1  | Frankie Daniels    | TKO  | 7 (10)  | 14/09/1959 | Maple Leaf Gardens, Toronto, Ontario, Canadá       | |
| Derrota                                                                                      | 15-3-1  | Pat McMurtry       | UD   | 10      | 17/10/1958 | Madison Square Garden, Nueva York, EE.UU.          | |
| Victoria                                                                                     | 15-2-1  | James J Parker     | KO   | 1 (12)  | 15/09/1959 | Maple Leaf Gardens, Toronto, Ontario               | Won vacant Canada Heavyweight title. Parker was knocked down three times. |
| Empate                                                                                       | 14-2-1  | Alex Miteff        | PTS  | 10      | 16/06/1958 | Maple Leaf Gardens, Toronto, Ontario               | Miteff fue noqueado en el 10º round |
| Victoria                                                                                     | 14–2    | Howard King        | KO   | 2 (10)  | 21/04/1958 | Toronto, Ontario                                   | |
| Victoria                                                                                     | 13–2    | Julio Mederos      | UD   | 10      | 27/01/1958 | Maple Leaf Gardens, Toronto, Ontario               | Mederos was knocked down twice in the 2nd round. |
| Derrota                                                                                      | 12–2    | Bob Baker          | UD   | 10      | 09/09/1957 | Maple Leaf Gardens, Toronto, Ontario               | |
| Victoria                                                                                     | 12–1    | Joe Schmolze       | KO   | 4 (10)  | 06/06/1957 | Fort William, Toronto, Ontario                     | Joe Schmolze fought this fight under the alias "Joe Olsen". Schmolze was a substitute for Kid Gage. |
| Victoria                                                                                     | 11–1    | Emil Brtko         | TKO  | 2 (10)  | 04/22/1957 | Toronto, Ontario                                   | |
| Victoria                                                                                     | 10–1    | Moses Graham       | KO   | 2 (10)  | 25/03/1957 | Maple Leaf Gardens, Toronto, Ontario               | |
| Victoria                                                                                     | 9–1     | Walter Hafer       | KO   | 3 (8)   | 04/03/1957 | Maple Leaf Gardens, Toronto, Ontario               | |
| Victoria                                                                                     | 8–1     | Sid Russell        | KO   | 1 (8)   | 14/01/1957 | Maple Leaf Gardens, Toronto, Ontario               | |
| Victoria                                                                                     | 7–1     | Bob Biehler        | UD   | 8       | 19/11/1956 | Maple Leaf Gardens, Toronto, Ontario               | |
| Derrota                                                                                      | 6–1     | Howard King        | SD   | 8       | 22/10/1956 | Toronto, Ontario                                   | |
| Victoria                                                                                     | 6–0     | Joe Evans          | KO   | 1 (8)   | 10/09/1956 | Maple Leaf Gardens, Toronto, Ontario               | |
| Victoria                                                                                     | 5–0     | Johnny Arthur      | UD   | 8       | 11/06/1956 | Maple Leaf Gardens, Toronto, Ontario               | |
| Victoria                                                                                     | 4–0     | Ed McGee           | KO   | 1 (?)   | 23/04/1956 | Toronto, Ontario                                   | Jack Dempsey Heavyweight Novice Tournament. |
| Victoria                                                                                     | 3–0     | Ross Gregory       | KO   | 1 (?)   | 23/04/1956 | Toronto, Ontario                                   | Jack Dempsey Heavyweight Novice Tournament. |
| Victoria                                                                                     | 2–0     | Jim Leonard        | KO   | 2 (?)   | 23/04/1956 | Toronto, Ontario                                   | Jack Dempsey Heavyweight Novice Tournament. |
| Victoria                                                                                     | 1–0     | Gordon Baldwin     | TKO  | 2 (?)   | 23/04/1956 | Toronto, Ontario                                   | Jack Dempsey Heavyweight Novice Tournament. |